# رضا اسدی
رضا اسدی (زادهٔ ۲۷ دی ۱۳۷۴) بازیکن فوتبال اهل ایران است که در پست هافبک بازی می‌کند.

## دوران باشگاهی

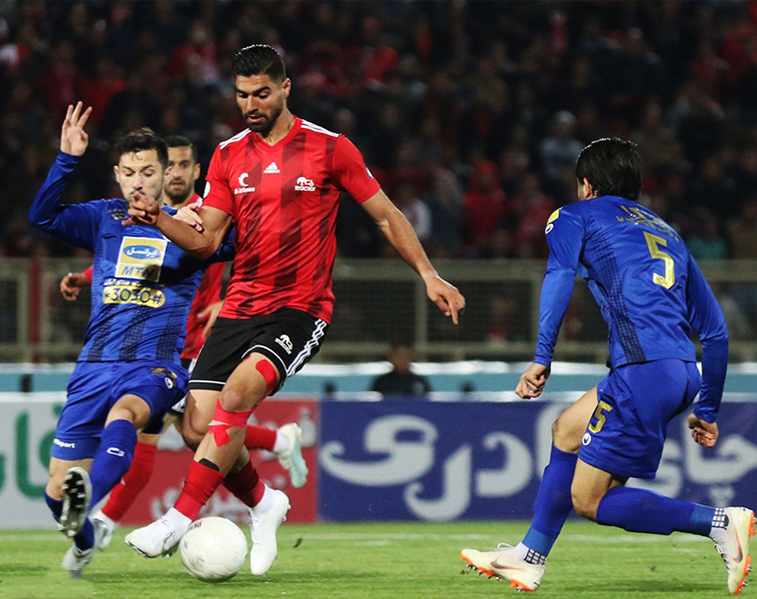
اسدی در بازی تراکتور و استقلال در آبان ۱۳۹۸

### سنت پولتن
در سال ۲۰۲۰ اسدی با با بستن یک قرارداد ۲ ساله به باشگاه زانکت پولتن اتریش پیوست.

### پرسپولیس
در ۵ شهریور ۱۴۰۰ اسدی با قراردادی یک ساله به باشگاه پرسپولیس پیوست. رضا اسدی پس از پیوستن به پرسپولیس، گفت: «خوشحال هستم که جای پای بزرگان فوتبال ایران می‌گذارم. از مدیران پرسپولیس تشکر می‌کنم».
اسدی در ۲۱ تیر ۱۴۰۱، پس از اتمام قرارداد خود با پرسپولیس از این تیم جدا شد.

### تراکتور
در ۴ تیر ۱۴۰۱، اسدی بار دیگر به باشگاه تراکتور پیوست.

## آمار باشگاهی
تا تاریخ ۱۱ دی ۱۴۰۲
| باشگاه     | دسته            | فصل          | لیگ برتر | لیگ برتر | جام حذفی | جام حذفی | آسیا | آسیا | سوپر جام | سوپر جام | مجموع | مجموع |
| باشگاه     | دسته            | فصل          | بازی     | گل       | بازی     | گل       | بازی | گل   | بازی     | گل       | بازی  | گل    |
| ---------- | --------------- | ------------ | -------- | -------- | -------- | -------- | ---- | ---- | -------- | -------- | ----- | ----- |
| سپاهان     | لیگ برتر        | ۹۵–۱۳۹۴      | ۰        | ۰        | ۰        | ۰        | —    | —    | —        | —        | ۰     | ۰     |
| سپاهان     | مجموع           | مجموع        | ۰        | ۰        | ۰        | ۰        | —    | —    | —        | —        | ۰     | ۰     |
| نفت تهران  | لیگ برتر        | ۹۶–۱۳۹۵      | ۱۴       | ۳        | ۵        | ۱        | —    | —    | —        | —        | ۱۹    | ۴     |
| نفت تهران  | مجموع           | مجموع        | ۱۴       | ۳        | ۵        | ۱        | —    | —    | —        | —        | ۱۹    | ۴     |
| سایپا      | لیگ برتر        | ۹۷–۱۳۹۶      | ۲۹       | ۲        | ۱        | ۰        | —    | —    | —        | —        | ۳۰    | ۲     |
| سایپا      | لیگ برتر        | ۹۸–۱۳۹۷      | ۲۳       | ۵        | ۲        | ۰        | —    | —    | —        | —        | ۲۵    | ۵     |
| سایپا      | مجموع           | مجموع        | ۵۲       | ۷        | ۳        | ۰        | —    | —    | —        | —        | ۵۵    | ۷     |
| تراکتور    | لیگ برتر        | ۹۹–۱۳۹۸      | ۲۶       | ۵        | ۴        | ۱        | ۰    | ۰    | —        | —        | ۳۰    | ۶     |
| تراکتور    | مجموع           | مجموع        | ۲۶       | ۵        | ۴        | ۱        | ۰    | ۰    | —        | —        | ۳۰    | ۶     |
| سنت پولتن  | بوندس‌لیگا اتریش | ۲۱–۲۰۲۰      | ۶*       | ۰        | ۰        | ۰        | —    | —    | —        | —        | ۶     | ۰     |
| سنت پولتن  | مجموع           | مجموع        | ۶        | ۰        | ۰        | ۰        | —    | —    | —        | —        | ۶     | ۰     |
| پرسپولیس   | لیگ برتر        | ۰۱–۱۴۰۰      | ۲۳       | ۴        | ۲        | ۰        | ۲    | ۰    | ۱        | ۰        | ۲۸    | ۴     |
| پرسپولیس   | مجموع           | مجموع        | ۲۳       | ۴        | ۲        | ۰        | ۲    | ۰    | ۱        | ۰        | ۲۸    | ۴     |
| تراکتور    | لیگ برتر        | ۰۲–۱۴۰۱      | ۲۸       | ۱۱       | ۱        | ۱        | —    | —    | —        | —        | ۲۹    | ۱۲    |
| تراکتور    | مجموع           | مجموع        | ۲۸       | ۱۱       | ۱        | ۱        | —    | —    | —        | —        | ۲۹    | ۱۲    |
| سپاهان     | لیگ برتر        | ۰۳–۱۴۰۲      | ۱۴       | ۸        | ۰        | ۰        | ۵    | ۲    | —        | —        | ۱۹    | ۱۰    |
| سپاهان     | مجموع سپاهان    | مجموع سپاهان | ۱۴       | ۸        | ۰        | ۰        | ۵    | ۲    | —        | —        | ۱۹    | ۱۰    |
| مجموع آمار | مجموع آمار      | مجموع آمار   | ۱۶۳      | ۳۸       | ۱۵       | ۳        | ۷    | ۲    | ۱        | ۰        | ۱۸۶   | ۴۳    |

* دو بازی اسدی برای سنت پولتن در چارچوب پلی‌آف سقوط به دسته دوم انجام شده‌است.

## آمار ملی

### بازی‌های ملی
تا تاریخ ۷ فوریه ۲۰۲۴
| ایران | ایران | ایران |
| سال   | بازی  | گل    |
| ----- | ----- | ----- |
| ۲۰۲۳  | ۶     | ۱     |
| ۲۰۲۴  | ۴     | ۰     |
| مجموع | ۱۰    | ۱     |

### گل‌های ملی
| شماره | تاریخ        | میزبان | بازی ملی | حریف      | نتیجه | رقابت             |
| ----- | ------------ | ------ | -------- | --------- | ----- | ----------------- |
| ۱     | ۱۳ ژوئن ۲۰۲۳ | بیشکک  | ۳        | افغانستان | ۶–۱   | تورنمنت کافا ۲۰۲۳ |

## افتخارات

### باشگاهی

#### نفت تهران
- جام حذفی
  - قهرمان (۱): ۱۳۹۶–۱۳۹۵

#### سپاهان
- قهرمانی جام حذفی : ۰۳–۱۴۰۲
- قهرمانی سوپر جام فوتبال ایران ۱۴۰۳

#### تراکتور
- جام حذفی
  - قهرمان (۱): ۱۳۹۹–۱۳۹۸

#### پرسپولیس
- لیگ برتر
  - نایب‌قهرمان (۱): ۱۴۰۱–۱۴۰۰
- سوپر جام
  - نایب‌قهرمان (۱): ۱۴۰۰